# Escuela de Día de Manhattan
La Escuela de Día de Manhattan (en inglés: Manhattan Day School), fundada en 1943 y también llamada Yeshiva Ohr Torah, es una escuela que ofrece estudios judaicos y seculares.
Las instalaciones tienen más de 500 jóvenes estudiantes preescolar, primaria y secundaria. Desde temprana edad, los estudiantes están acostumbrados al idioma hebreo. 
La escuela también tiene programas de educación especial para estudiantes con dificultades de aprendizaje.